# Louis Renault (industrial)
Louis Renault (París, 15 de febrer de 1877 - Fresnes 24 d'octubre de 1944) va ser un industrial francès, fundador de l'empresa automobilística Renault.

## Orígens
Louis Renault era el quart fill d'una família d'artesans. Apassionat de la mecànica, amb 14 anys va construir un taller en un racó del jardí de la casa familiar situada a Billancourt. Amb 21 anys va construir el seu primer automòbil modificant un tricicle De Dion, afegint una roda i una transmissió mitjançant un cardan de la seva invenció, dotant-lo d'una caixa de canvis de 3 velocitats i marxa enrere.

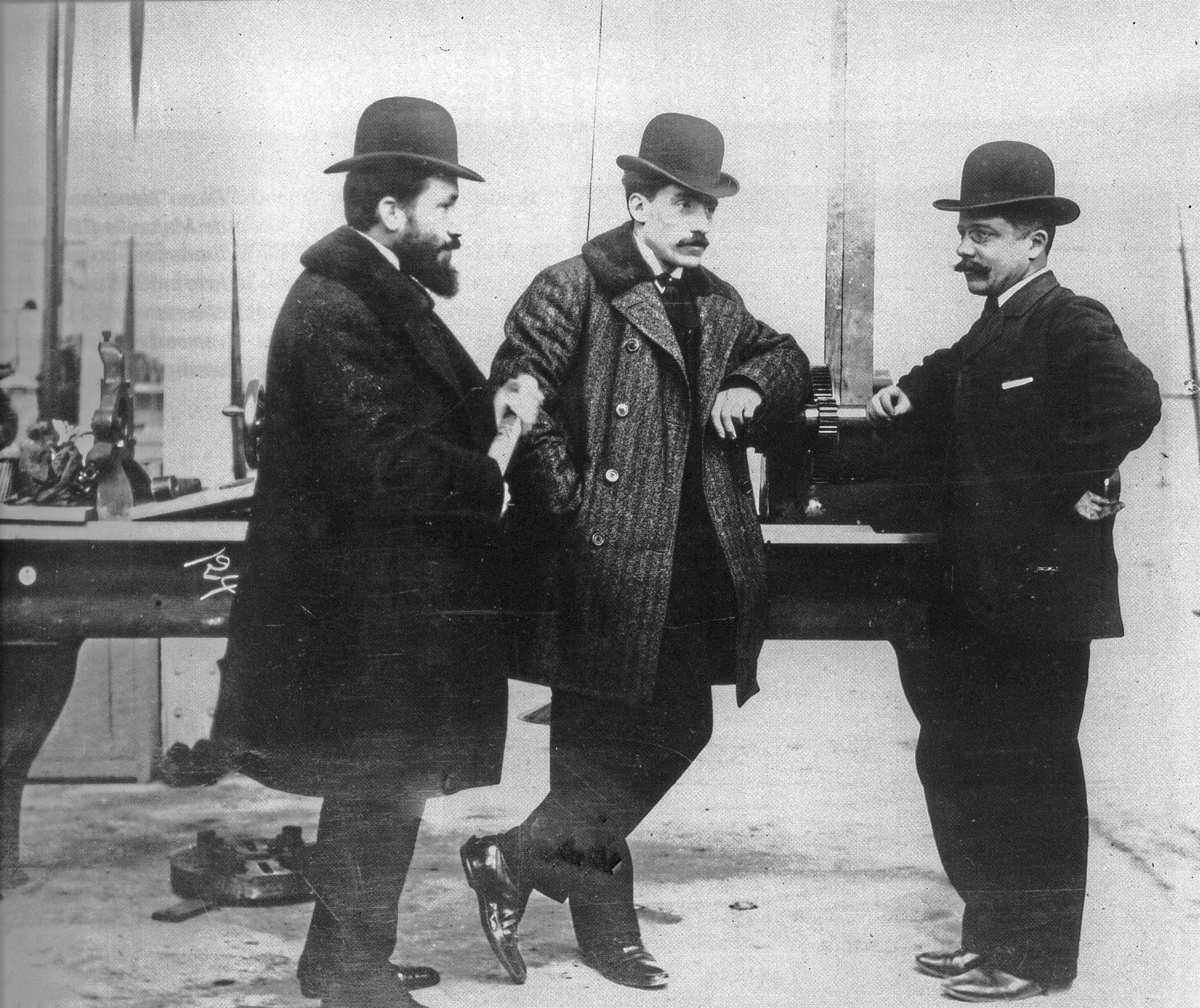
Els tres germans Renault: Marcel, Louis i Fernand.

Va participar en la carrera entre París i Trouville de l'agost de 1899, on hi obtingué el seu primer èxit. Guanyà també les carreres París-Oostende, París-Rambouillet i Tolosa-París. Aquell mateix any va acabar la construcció del seu primer automòbil amb un lloc de conducció interior. El seu cunyat Jacques Boullaire en seria el dissenyador.

## Renault

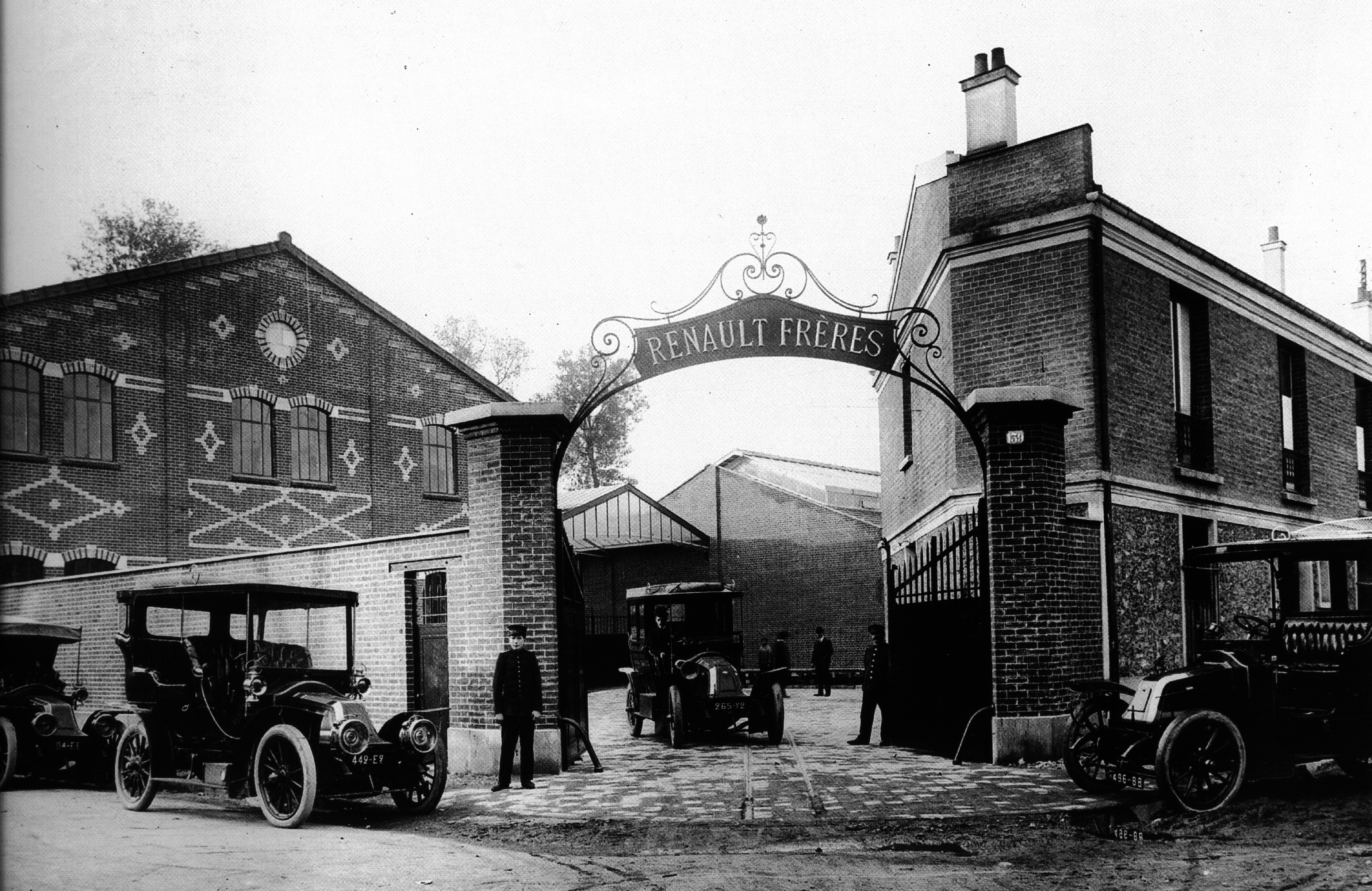
La fàbrica de la Societat Germans Renault a començaments del.

Associat amb els seus germans Fernand i Marcel, va crear el 1899 la societat «Renault frères» (Germans Renault) que donava feina a 60 persones. El 1900, va participar en els Jocs Olímpics d'estiu. El 1903 va adquirir la part de la societat que va pertànyer al seu germà Marcel, que va morir en un accident ocorregut en la carrera París-Madrid. El seu altre germà, Fernand, es retiraria del negoci el 1908, de manera que Louis esdevingué l'únic propietari de la societat, la qual rebatejà com a «Automòbils Renault».
El 1910 va viatjar als Estats Units per estudiar els mètodes de producció de Henry Ford, però el seu intent d'aplicar la producció en cadena a França s'enfrontaria amb greus problemes socials.
El 1919 Louis Renault va ser un dels tres cofundadors de la Compagnie des messageries aériennes (companyia de missatgeria aèria).
L'imperi Renault va anar creixent, i el 1928 Louis Renault dirigia 20.000 empleats, un càrrec que va ocupar durant 20 anys.

## Segona Guerra Mundial
Després de la clara derrota francesa els primers anys de la Segona Guerra Mundial, les fàbriques de Renault passaren a estar sota administració alemanya. Louis Renault seguiria les ordres alemanyes, imposades per les condicions firmades en l'armistici de 1940, i alhora mantindria vincles estrets amb el Govern de Vichy, fonamentalment a través de les seves relacions familiars amb François Lehideux ministre de Vichy. El 1942 patí greus problemes de salut, i emmalaltí d'afàsia. Estava impossibilitat per mantenir una conversa o escriure; com que era de naturalesa molt autoritària, es convertí en una persona insuportable.
Després de l'alliberament de París, va ser acusat de col·laborar amb els nazis i fou objecte de denúncies i de campanyes negatives a la premsa. El 23 de setembre de 1944, es presentà voluntàriament davant del requeriment del jutge, que l'inculpà i reclogué a la presó de Fresnes amb tot el secret. La seva dona aconseguí que fos examinat per un metge a començaments d'octubre. Aquest constatà un traumatisme cranial i una aguda crisi urèmica, de manera que fou traslladat primer a un hospital psiquiàtric i el 9 d'octubre a la clínica Saint-Jean-de-Dieu de París on hi va morir el 24 d'aquell mateix mes.
Cap investigació oficial no ha permès conèixer les condicions en les quals es va realitzar la seva detenció i empresonament, ni qui van ser els responsables dels evidents maltractaments que va patir a Fresnes, en una època, la de la depuració, que sovint va ser violenta amb els col·laboradors (o sospitosos d'haver-ho estat) dels nazis.

## Nacionalització
L'1 de gener de 1945 una ordenança del govern provisional pronuncià la dissolució de la societat Renault i la seva nacionalització. Alhora s'instituí la « Régie nationale des usines Renault ».
Aquesta mesura fou presa 4 mesos després de la mort de Louis Renault, sense que cap tribunal l'hagués condemnat i malgrat que tota acció de la justícia és habitualment detinguda per raó de mort de l'acusat.
El 29 de juliol de 1967 una llei va reconèixer el dret a indemnització dels hereus de Renault.

## Distincions
Louis Renault era titular de la Gran Creu de la Legió d'Honor per la seva excepcional contribució en la victòria francesa en la Primera Guerra Mundial. Els "taxis del Marne" que van transportar al front a la guarnició de París el setembre de 1914 eren majoritàriament models de Renault, que també va construir el carro de combat lleuger Renault FT-17.